# George Peckham

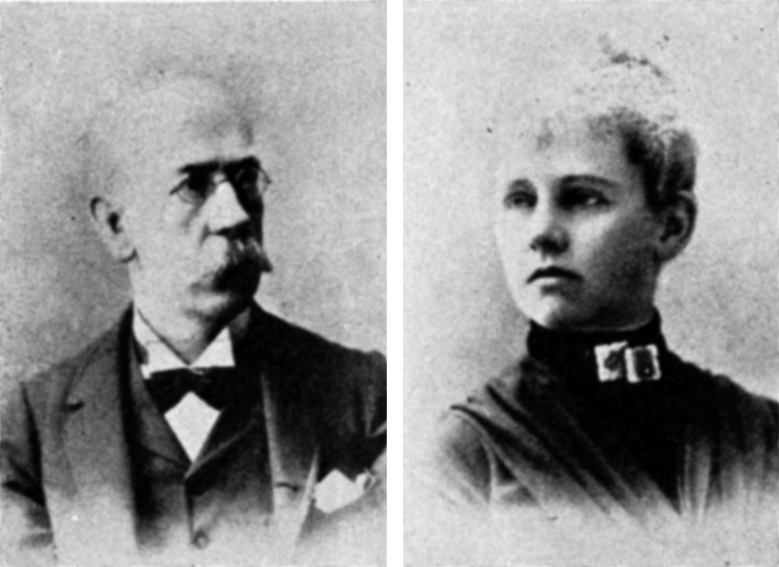
George ed Elizabeth Peckham

George William Peckham (Albany, 23 marzo 1845 – Milwaukee, 10 gennaio 1914) è stato un aracnologo, entomologo e naturalista statunitense.

## Biografia
Appena diciottenne, partecipò alla Guerra civile americana conseguendo il grado di tenente. Riuscì a laurearsi nel 1872. Per alcuni anni insegnò biologia a Milwaukee, nel Wisconsin. Nel 1880 sposò la collega Elizabeth Maria Gifford che diverrà sua compagna di studi per il resto della vita. Nel 1891 divenne ispettore per la pubblica istruzione dello Stato del Wisconsin e nel 1897 direttore della biblioteca pubblica di Milwaukee, carica che ricoprì fino al 1910.

## Ricerche
Fra i suoi meriti scientifici, condivisi in gran parte con la moglie, vi è quello di aver introdotto lo studio del darwinismo nelle scuole superiori del Wisconsin. Hanno inoltre classificato e studiato il comportamento di numerosi generi di ragni salticidi.
Nel 1889-1890 hanno pubblicato insieme un trattato sul comportamento sessuale della famiglia Attidae (così erano all'epoca classificati i ragni salticidi) dove, in contrapposizione alle tesi del signor Wallace sull'ornamentazione sessuale, sostenevano i concetti di selezione sessuale espressi da Darwin.
Nel 1898 un altro loro lavoro sulle vespe solitarie divenne un classico che fu a lungo adottato come libro di testo.
In qualità di ricercatori e classificatori, insieme hanno descritto 63 generi e 366 specie, per la maggior parte di ragni salticidi.

## Denominati in onore suo e della moglie
- Peckhamia Simon, 1901, genere di ragni (Salticidae)
- Cicurina peckhami (Simon, 1898)
- Acragas peckhami (Chickering, 1946)
- Bellota peckhami Galiano, 1978
- Chapoda peckhami Banks, 1929
- Compsodecta peckhami Bryant, 1943
- Corythalia peckhami Petrunkevitch, 1914
- Goleta peckhami Simon, 1900
- Habrocestum peckhami Rainbow, 1899
- Habronattus peckhami (Banks, 1921)
- Hasarius peckhami Petrunkevitch, 1914
- Heliophanus peckhami Simon, 1902
- Hyllus brevitarsis peckhamorum Berland & Millot, 1941
- Myrmarachne peckhami Roewer, 1951
- Pachomius peckhamorum Galiano, 1994
- Pelegrina peckhamorum (Kaston, 1973)
- Pensacola peckhami Bryant, 1943
- Salticus peckhamae (Cockerell, 1897)
- Telamonia peckhami Thorell, 1891
- Thiodina peckhami (Bryant, 1940)
- Uroballus peckhami Zabka, 1985
- Viciria peckhamorum Lessert, 1927

## Lista parziale delle pubblicazioni
- Observations on Sexual Selection in Spiders of the Family Attidae - 1889
- Additional Observations on Sexual Selection in Spiders of the Family Attidæ, with Some Remarks on Mr. Wallace's Theory of Sexual Ornamentation - 1890
- On the Instincts and Habits of the Solitary Wasps - 1898

In onore di entrambi i coniugi è stata denominata la rivista scientifica internazionale Peckhamia, ad accesso libero, dedicata alle ricerche sulla biologia dei ragni salticidi.